# Vectrex
Il Vectrex è una console a 8 bit ideata da Smith Engineering e distribuita dalla General Consumer Electric (una filiale della General Electric), e in seguito dalla Milton Bradley Company.
Il Vectrex fu la sola console casalinga a far uso a livello hardware della grafica vettoriale (la stessa di classici da bar come Space Wars, Asteroids, Battlezone e Tempest) per riprodurre i giochi sullo schermo integrato.
Il Vectrex è stato venduto anche nel mercato giapponese con il nome Bandai Vectrex Kousokusen.

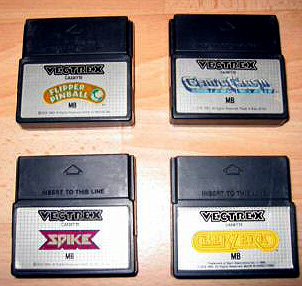
Cartucce della console

## Storia
La macchina fu messa in vendita dalla GCE negli ultimi mesi del 1982 al prezzo di 199 dollari, ma appena due anni dopo, a fine 1984, Milton Bradley - che ne aveva rilevato i diritti - fu costretta a interromperne per sempre la produzione a causa delle vendite insufficienti.
Smith Engineering, che aveva riacquisito i diritti, pensò di riproporre la macchina nel 1988 con una versione portatile, ma abbandonò il progetto, che non avrebbe potuto competere con l'imminente concorrenza del Game Boy.
Nella seconda metà degli anni novanta la Smith Engineering acconsentì alla duplicazione non per fini di lucro dei giochi per il Vectrex, contenta del fatto che la console avesse ancora una comunità di utenti interessati alla macchina.
La console riscuote ancor oggi grande successo tra gli appassionati di retrogaming, ad esempio nel 2003 è stato progettato e venduto con successo un clone per Vectrex di Defender, Protector. Per le sue peculiarità tecniche la console è assai ricercata da collezionisti e amatori.

## Caratteristiche
A differenza delle altre console che si collegano alla televisione o a uno schermo, il Vectrex include un monitor a tecnologia vettoriale monocromatica, orientato in verticale. Lo schermo usa inoltre mascherine di acetato trasparente colorate, diverse per ogni gioco, che vengono applicate a incastro davanti al monitor per ottenere l'illusione di grafica a colori, ma anche per ridurre lo sfarfallio.
Il sistema contiene un gioco in memoria, Mine Storm, molto simile ad Asteroids. Gli altri titoli vennero commercializzati su cartuccia da 64k.
Nota distintiva della console era il "Vectrex buzz", un ronzio di frequenza che accompagna le sessioni di gioco, dovuto a un errore di progettazione della schermatura dello speaker interno.
Vectrex fu anche la prima console dotata di una periferica per permettere l'effettiva visione in 3D, il 3D Vectrex Imager. Solo pochi giochi vennero pubblicati per questa periferica, rivoluzionaria per l'epoca (1982): 3D Minestorm (distribuito insieme alla periferica), 3D Narrow Escape e 3D Crazy Coaster. 3D Pole Position venne annunciato ma mai prodotto.
Venne commercializzata anche la penna ottica Light Pen, comprensiva di un'applicazione di grafica; per la periferica uscirono anche un altro programma di grafica e uno musicale.
Esiste anche una molto rara versione coin-op della console, chiamata Mini-cade, che installata nei locali pubblici permetteva di giocare a Mine Storm a tempo.

## Specifiche tecniche

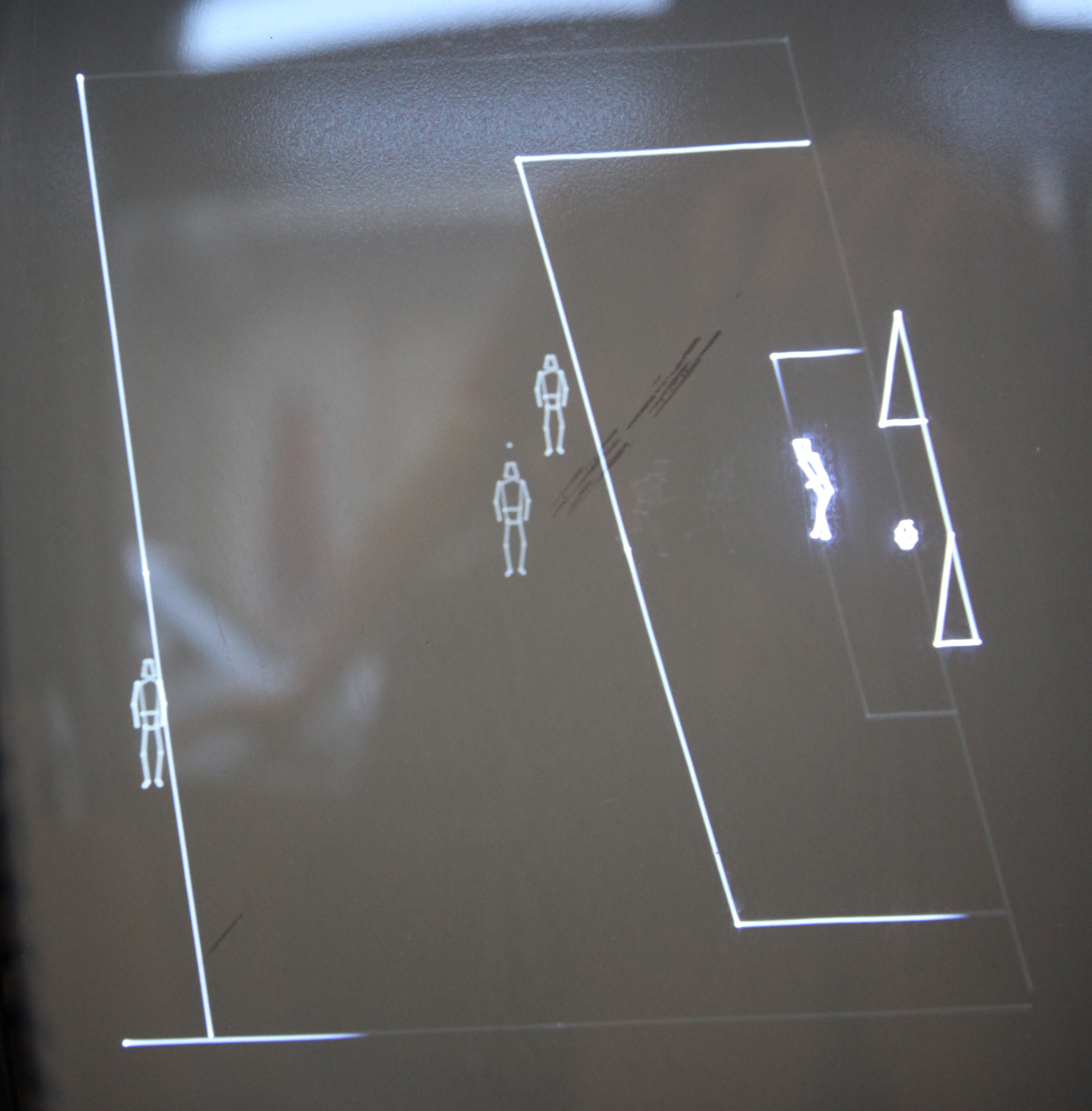
Particolare dello schermo con Heads Up in esecuzione

Vectrex è un sistema di gioco a cartucce da 64k, basato su microprocessore e display vettoriale monocromatico.
- Sistema: HP3000 vectrex
- Monitor: Samsung 9 pollici, 240RB40 90 Deg. Def. B/N a tecnologia deflessione vettori
- CPU: Motorola 68A09 - 1,6 MHz
- Chip sonoro: General Instrument AY-3-8912
- ROM: 8K x 8-BIT 2363
- RAM: 1K x 4-BIT 2114 (due)
- Peso: 7 kg
- Dimensioni: 24,13 x 29,21 x 36,83 cm

## Videogiochi
I giochi ufficialmente pubblicati per Vectrex furono solo 28, ma anche a distanza di anni c'è stata una produzione di titoli homebrew notevoli.
Secondo una selezione fatta dalla rivista Retro Gamer, inclusiva anche degli homebrew (al 2007), i dieci più grandi giochi per Vectrex sono Space Wars, Protector (clone homebrew di Defender), Armor Attack, Space Frenzy (clone homebrew di Space Fury), Dark Tower (prototipo non pubblicato, ma poi recuperato, basato sul gioco da tavolo Dark Tower), Cyborg (homebrew), Cosmic Chasm, Star Sling (homebrew), Spike, Thrust (homebrew).
Segue un elenco esaustivo dei videogiochi prodotti ufficialmente nel 1982-1983 per la console. Molti di essi sono conversioni di arcade della Cinematronics; c'era un accordo reciproco con Smith Engineering per l'accesso alla conversione di tutti i rispettivi titoli da/a arcade. Tutti i giochi vennero pubblicati dalla GCE negli USA, e in buona parte anche in Europa dalla Milton Bradley e in Giappone dalla Bandai.
- 3D Crazy Coaster (per 3D Imager)
- 3D Mine Storm (fornito con il 3D Imager)
- 3D Narrow Escape (per 3D Imager)
- AnimAction (applicazione per Light Pen)
- Armor Attack
- Art Master (applicazione fornita con la Light Pen)
- Bedlam
- Berzerk
- Blitz!
- Clean Sweep (o Mr. Boston Clean Sweep)
- Cosmic Chasm
- Fortress of Narzod
- Heads Up (o Soccer/Football)
- Hyperchase
- Melody Master (applicazione per Light Pen)
- Mine Storm (incluso nella console; anche Mine Storm II, rimpiazzo fornito su cartuccia per rimediare a un bug)
- Polar Rescue
- Pole Position
- Rip-Off
- Scramble (o Scramble Wars)
- Solar Quest
- Space Wars
- Spike
- Spinball (o Flipper Pinball)
- Star Castle
- Starhawk
- Star Trek (o Star Ship o Harmagedon)
- Web Wars (o Web Warp)